# 차플리나

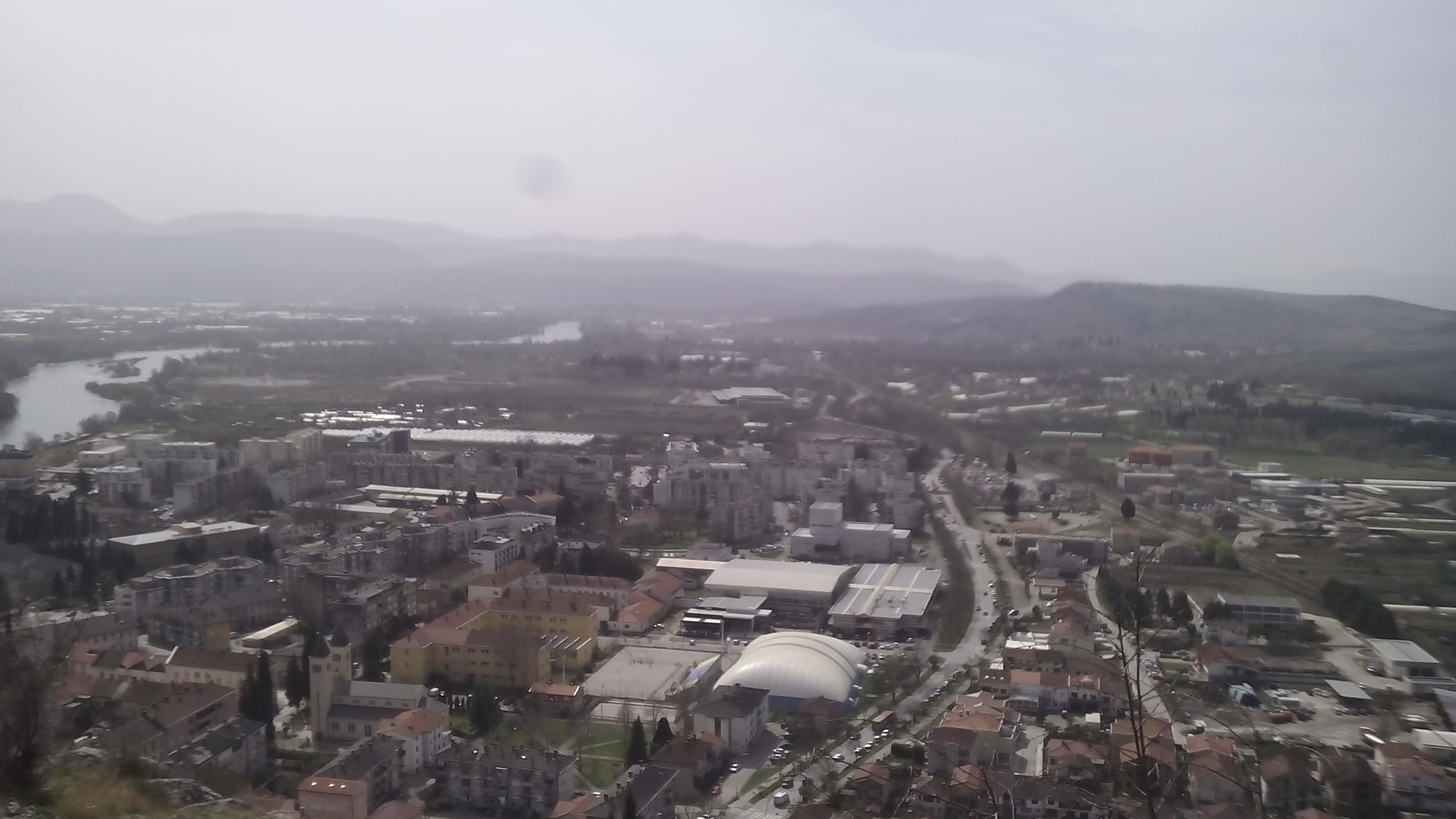
차플리나 시가지

차플리나의 위치

차플리나(보스니아어: Čapljina, 크로아티아어: Čapljina, 세르비아어: Чапљина, Čapljina)는 보스니아 헤르체고비나의 도시로 면적은 256km2, 인구는 28,122명(2013년 기준), 인구 밀도는 110명/km2이다.
행정 구역상으로는 보스니아 헤르체고비나 연방에 속하는 주인 헤르체고비나네레트바 주에 위치하며 네레트바강과 접한다. 크로아티아와 국경을 접하고 있고 아드리아해 연안에서 약 20km 정도 떨어진 곳에 위치한다.

시 기
시 문장